# 高丸雅隆
高丸 雅隆（たかまる まさたか、1965年（昭和40年）3月20日 - ）は、共同テレビジョン（共テレ）所属のテレビドラマプロデューサー、演出家。香川県出身、関西大学工学部中退。

## 人物
大学在学中までは漫画家を目指していたが断念。上京して松竹シナリオ研究所に入所し、映像制作会社に入社。
数々のテレビドラマ作品の演出助手を務め、1991年に長渕剛主演ドラマ『しゃぼん玉』で若松節朗と出会い、以降若松作品のチーフ助監督を中心に星護、河野圭太、本広克行、木下高男らのもとで現場を経験。主な演出補作品に『お金がない!』『正義は勝つ』など。1996年『いい日旅立ち〜4つの卒業〜』で演出デビューを果たす。
長年フリー演出家として活動し、近年は『美少女戦士セーラームーン（実写版）』、『仮面ライダー響鬼』などの東映特撮作品での活躍が目立ったが、2006年、若松の紹介によりフリー時代から長年付き合いのあった共同テレビジョンに契約社員として入社。フリー演出家としての活動を終息させた。かつて開設していたホームページでは若松節朗、星護が自身の師匠であると公言していた。
現在は『キミ犯人じゃないよね?』『ストロベリーナイト』などでのプロデュース業の傍ら、『山田くんと7人の魔女』など演出業も継続的に行っている。

## テレビドラマ（演出）
◎はメイン監督作品
- 1996年『いい日旅立ち〜4つの卒業〜』
- 1996年『炎の消防隊』
- 1997年『ひとつ屋根の下2』
- 1997年『それが答えだ!』
- 1997年『成田離婚』
- 1998年『ニュースの女』
- 1998年『恋はあせらず』
- 1998年『殴る女』
- 1999年『世にも奇妙な物語』「親切成金」主演：萩原聖人
- 1999年『小市民ケーン』
- 2000年『お見合い結婚』
- 2000年『OLビジュアル系』◎
- 2001年『OLビジュアル系スペシャル』
- 2001年『zap Entertainment!おれ、ぼく、あたし。』
- 2001年『OLビジュアル系2』◎
- 2002年『zap Entertainment!人情、どたばた、ブラック。』
- 2002年『サトラレ』◎
- 2003年『お義母さんといっしょ』
- 2003-2004年『美少女戦士セーラームーン』
- 2005年『仮面ライダー響鬼』
- 2006年『世にも奇妙な物語』秋の特別編※ストーリーテラーパートの演出、ショート奇妙演出
- 2006年『一生忘れない物語』(Million Films)
- 2006年『クピドの悪戯 虹玉』
- 2007年『会いたかった 〜向井亜紀・代理母出産という選択〜』
- 2007年『美少女戦麗舞（セレブ）パンシャーヌ 奥様はスーパーヒロイン!』◎
- 2008年『世にも奇妙な物語』「死後婚」 主演：深田恭子
- 2008年『メン☆ドル 〜イケメンアイドル〜』◎(最多演出。後半は実質メイン監督)
- 2009年『本音バナナ』
- 2010年『福助』
- 2010年『ルビコンの決断』"エキナカ"誕生の真実〜駅の常識を変えろ! 若き社員たちの革命〜
- 2012年『世にも奇妙な物語 2012年 春の特別編』「7歳になったら」主演：鈴木福
- 2012年『世にも奇妙な物語 2012年 秋の特別編』「相席の恋人」主演：倉科カナ
- 2013年『山田くんと7人の魔女』
- 2014年『世にも奇妙な物語 2014年 春の特別編』「ニートな彼とキュートな彼女」主演：玉森裕太
- 2015年『世にも奇妙な物語 25周年スペシャル・秋 ～傑作復活編～』「イマキヨさん」
- 2017年『スター☆コンチェルト〜オレとキミのアイドル道〜』◎

## オリジナルビデオ（演出）
- 2005年『美少女戦士セーラームーン　ACT.0』

## テレビドラマ（プロデュース）
- 2007年『グータンヌーボ』スペシャル内ドラマ『グータンな女たち』
- 2007年『半落ち』テレビドラマ版
- 2008年『キミ犯人じゃないよね?』
- 2009年『救命病棟24時』
- 2010年『救命病棟24時』新春スペシャル
- 2010年『ストロベリーナイト』
- 2011年『世にも奇妙な物語 21世紀 21年目の特別編』
- 2011年『故郷 〜娘の旅立ち〜』
- 2012年『もう誘拐なんてしない』
- 2012年『ストロベリーナイト』
- 2013年『ストロベリーナイト』スペシャル
- 2013年『抱きしめたい!Forever』
- 2014年『アウトバーン マル暴の女刑事・八神瑛子』
- 2015年『大使閣下の料理人』
- 2015年『リスクの神様』
- 2016年『ラーメン大好き小泉さん新春スペシャル』
- 2016年『HOPE〜期待ゼロの新入社員〜』
- 2018年『白日の鴉』
- 2018年『ヘッドハンター』
- 2019年『BRIDGE はじまりは1995.1.17神戸』
- 2020年『オペレーションZ ～日本破滅、待ったなし～』
- 2020年『危険なビーナス』
- 2021年『死との約束』
- 2022年『ブラック/クロウズ〜roppongi underground〜』
- 2022年『雨に消えた向日葵』
- 2023年『ばらかもん』

## 映画（プロデュース）
- 2013年 映画『ストロベリーナイト』